# Heterotaksja
Heterotaksja (łac. situs ambiguus) – grupa zespołów wad wrodzonych charakteryzujących się nieprawidłowością ułożenia narządów jamy brzusznej i klatki piersiowej, determinacji stron ciała. Termin wprowadził Saint-Hilaire w 1836 roku.